# Muhlenbergia eludens
Muhlenbergia eludens är en gräsart som beskrevs av Charlotte Goodding Reeder. Muhlenbergia eludens ingår i släktet muhlygräs, och familjen gräs. Inga underarter finns listade i Catalogue of Life.